# Francisco Franco Bahamonde
|  | «Franco» redirigeix aquí. Vegeu-ne altres significats a «Franco (desambiguació)». |

Francisco Franco Bahamonde (Ferrol, conegut del 1938 al 1982 com a Ferrol del Caudillo, 4 de desembre del 1892 - Madrid, 20 de novembre de 1975) fou un militar i dictador gallec, cap d'Estat autoproclamat des del 1939 fins al 1975. Amb el suport d'altres caps militars, el 1936 s'alçà en armes contra el govern legalment constituït de la Segona República Espanyola, i rebé el suport del feixisme europeu: del nazisme, amb la Legió Còndor i amb material bèl·lic modern, i del feixisme italià, també amb material bèl·lic naval, aeri i terrestre. A aquesta ajuda cal afegir els provinents de Marroc, de França, de Romania i de combatents russos i portuguesos. Aquests favors serien retornats amb el seu suport a les potències de l'Eix amb la División Azul, que s'enquadraria dins la Wehrmacht. Fou un dels oficials que iniciaren el fallit del Cop d'Estat del 18 de juliol, el qual comportaria una Guerra Civil Espanyola que es perllongà per tres anys, amb més de mig milió de morts entre els dos bàndols. L'octubre del 1936, s'autonomenà «Cap Suprem» del bàndol revoltat a Burgos, i de facto regent del restaurat nominalment Regne d'Espanya des del 1947 fins a la seva mort, el 1975. Franco va fer servir el títol de Caudillo d'Espanya «por la Gracia de Dios», per mirar d'obtenir una legitimitat divina.
La seva carrera s'inicià amb la Guerra del Rif, conflicte que li va permetre ser un dels generals més joves d'Europa, a causa de la més que dubtosa política de premis i promocions dins de l'exèrcit del seu temps.
Durant la Segona República Espanyola, després de dirigir l'Acadèmia Militar de Saragossa, li fou encomanada, a la tardor de 1934, la direcció de les operacions militars per a reprimir i sufocar la Revolució d'Astúries de 1934, moviment obrer armat que havia declarat la revolució social. La repressió que hi va exercir fou qualificada d'«exemplar», a causa de la seva gran duresa. Després del triomf del Front Popular, descobert l'intent de cop d'Estat de diversos generals, i només amb sospites sobre els seus integrants, el Govern va allunyar dels centres de poder els generals més proclius a la sedició, destinant Franco a les Illes Canàries.
El juliol del 1936, després de moltes indecisions, s'uneix al cop d'Estat liderat pel general Sanjurjo i el general Mola contra el govern de la Segona República Espanyola, posant-se al capdavant de l'Exèrcit d'Àfrica. El cop va fracassar i va donar lloc a la guerra civil. Després de la mort de Sanjurjo en accident aeri pocs dies després del cop, Franco veu el camí lliure per a convertir-se en el líder dels revoltats. Fou designat pels revoltats com el seu cap de Govern el 28 de setembre del 1936 i s'autoproclamà cap d'Estat. A partir d'aquell moment inicià una duríssima i sagnant repressió que duraria fins als seus últims dies.
Durant el govern dels seus gairebé quaranta anys, el Govern de Franco, va passar per diverses fases diferents, encara que les característiques ideològiques més comunes en tot el temps, inclou el feixisme, un fort sentiment de nacionalisme espanyol i de repressió de les nacions com la catalana o la basca. El nacionalcatolicisme i el nacionalsindicalisme, l'anticomunisme així els valors tradicionals en foren els principals eixos.
Durant la Segona Guerra Mundial, intentà participar-hi, però les seves demandes territorials varen ser desestimades per Hitler, ja que hauria comportat l'enemistat amb la França de Vichy. Després el franquisme va intentar mostrar que gràcies a Franco, Espanya no va entrar a la Gran Guerra.
Després del final de la Segona Guerra Mundial,i contràriament a allò que esperaven els demòcrates, Franco va mantenir el seu control a Espanya, i no hi va haver un alliberament aliat; aquest control s'aplicà amb una sèrie de severes mesures: l'aplicació de treballs forçats a les presons, i l'ús de la mort indiscriminada i generalitzada. Només al Camp de la Bota poden haver-hi estat afusellades 1.700 persones, penes de presó, la supressió sistemàtica de punts de vista dissidents a través de la censura, la coacció, la institucionalització de la tortura, l'empresonament ideològic d'enemics en els camps de concentració en tot l'Estat (com Los Merinales a Sevilla, San Marcos, a Lleó, Castuera a Extremadura, i Miranda de Ebro), i multes com a elements dissuasius per als seus enemics ideològics.
Després de la caiguda d'Alemanya i Itàlia, el règim franquista va patir la reprovació de les Nacions Unides per la seva demostrada col·laboració amb les potències de l'Eix, que va impedir l'entrada d'Espanya en l'organisme acabat de creat i recomanà la retirada d'ambaixadors. Franco va desestimar les crítiques internacionals considerant que eren obra de la conspiració maçònica. Espanya va patir un aïllament internacional trencat principalment per l'Argentina de Juan Domingo Perón i el Portugal del règim de António de Oliveira Salazar.
Tingué una forta voluntat de continuïtat després del franquisme, que quedà reflectit en l'expressió «todo atado y bien atado». Així, el successor que ell imposà, Joan Carles I, jurà els principis del Movimiento Nacional i fou coronat rei d'Espanya el novembre de 1975.
Franco va voler morir matant, així pocs mesos abans de morir va sentenciar les darreres penes de mort de cinc militants del FRAP i d'ETA. Va ser cap d'estat des del final de la Guerra Civil Espanyola fins a la seva mort el 20 de novembre del 1975.

## Joventut

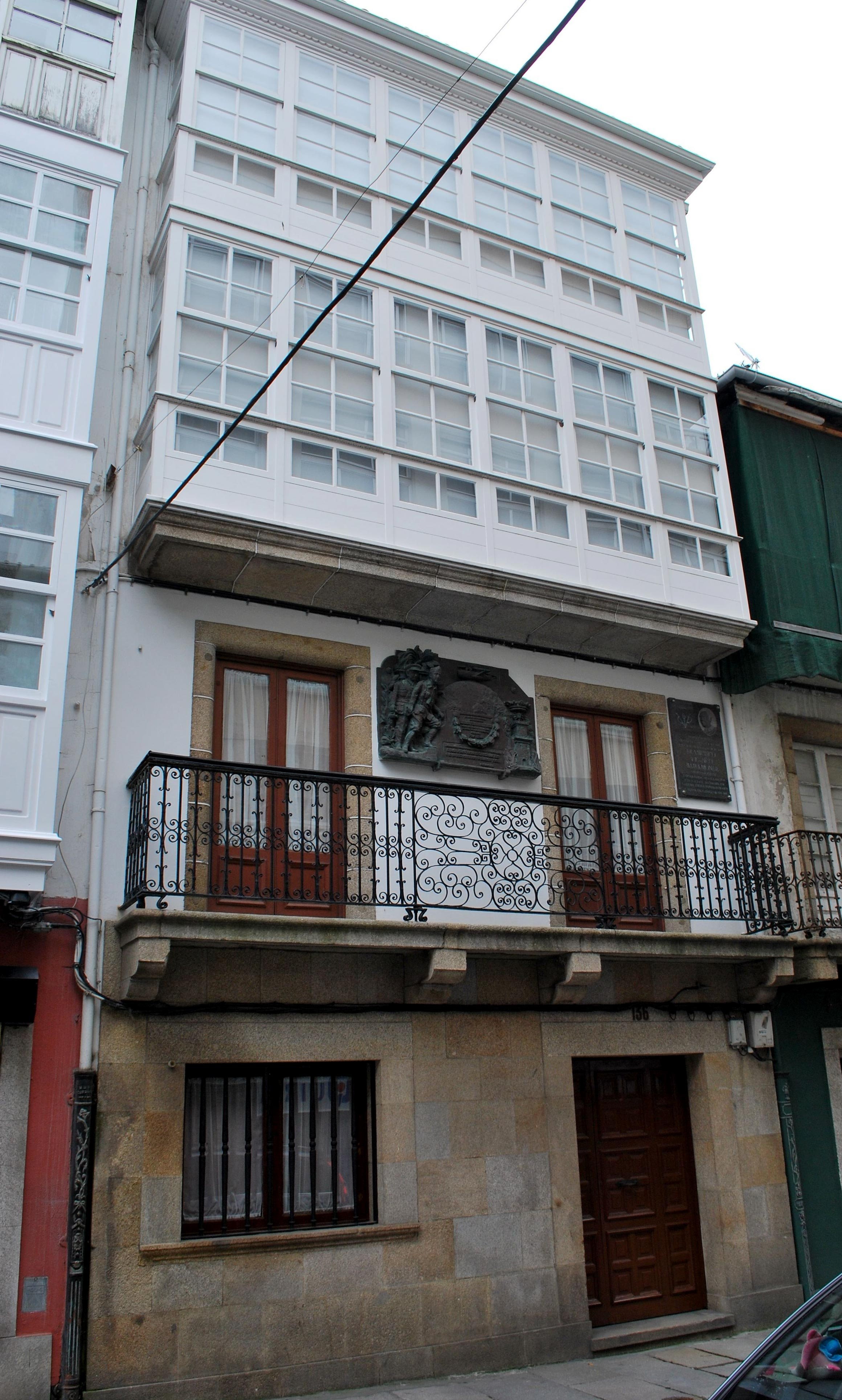
Casa de naixement del dictador, a la ciutat gallega de Ferrol.

Nascut a Ferrol (la Corunya) el 4 de desembre de 1892, i batejat Francisco Paulino Hermenegildo Teódulo, la família Franco era originària d'Andalusia i es creu que tenen un grau d'aristocràcia de llinatge. Des que s'assentaren a Galícia, que estigueren fortament involucrats en l'Armada Espanyola. El seu pare era funcionari naval i ell volia seguir la carrera del seu pare, tot ingressant a la Marina, però l'Acadèmia naval va estar tancada des del 1906 fins al 1913.
La mare de Franco va ser María del Pilar Bahamonde y Pardo de Andrade, i els seus pares es van casar el 1890. La família Bahamonde era de Galícia, amb orígens aristocràtics, ja que venien del setè Comte de Lemos, el pare, i de la tercera Comtessa de Vilalba, la mare, que eren descendents de la reialesa portuguesa i, per tant, de molts altres reis europeus.
Tenia dos germans, Nicolás (Ferrol, 1891 - 1977), oficial de la Marina i diplomàtic casat amb Maria Isabel Pascual del Pobil y Ravello, i Ramón, un pioner de l'aviació, a més de dues germanes, María del Pilar (Ferrol, 1894 - Madrid, 1989) i María de la Paz (Ferrol, 1899 - Ferrol, 1900), amb qui va passar gran part de la seva infància.

## Carrera militar
Es va graduar a l'acadèmia militar de la ciutat de Toledo. Va ser ascendit a tinent. Dos anys més tard, va ser destinat al Marroc. Els esforços espanyols per ocupar físicament el seu nou Protectorat a l'Àfrica va provocar la prolongada Guerra del Rif (1909-1927) amb els marroquins. Les tàctiques utilitzades van donar lloc a grans pèrdues entre els oficials de l'Exèrcit Espanyol, però també li van donar l'oportunitat de pujar en l'escalafó. Es deia que a la guerra els oficials rebrien «un taüt o una faixa de general».
En el desastre politicomilitar que van ser les guerres del Marroc, s'havia establert una pràctica nefasta, contra tota lògica militar assenyada. Els ascensos i medalles solien concedir-se per recompensar un mal entès heroisme, que es mesurava en funció del nombre de ferides rebudes, i no dels resultats militars reals, desconsiderant les pèrdues de vides humanes, sacrificades en atacs a pit descobert. Aquest sistema de valoració de mèrits propicià ascensos i recompenses als oficials d'infanteria i cavalleria supervivents d'alguns absurds atacs, en detriment d'altres militars, com ara artillers i metges, o els destinats a serveis d'intendència, sense el concurs dels quals la guerra no es podia dur a terme amb èxit. En aquest context, Franco es va guanyar aviat la reputació de ser un bon oficial. Es va incorporar a les recentment formades Forces Regulars Indígenes, unitat colonial espanyola que actuaven com a força de xoc.
El 1916, a l'edat de vint-i-tres anys va ser ascendit a capità. Va ser greument ferit en una escaramussa a El Biutz i probablement hi perdé un testicle. La seva supervivència li va merèixer la fama d'«home de baraka» (bona sort) als ulls de les tropes natives. També se li va proposar, sense èxit, per a la més alta recompensa militar al valor de l'Exèrcit Espanyol, la creu de San Fernando. En comptes d'això, va ser ascendit a comandant, convertint-se en un dels més joves oficials en arribar a aquest grau de l'Exèrcit espanyol.
Des del 1917 fins al 1920, va deixar el Marroc i va ser assignat a la Península. Aquell any, el tinent coronel José Millán-Astray, un histriònic oficial, va fundar la Legió Estrangera, unitat similar a la Legió Estrangera Francesa. Franco va ser assignat al comandament de la Legió, i va tornar a l'Àfrica.
El 24 de juliol del 1921, el mal comandat i exhaust Exèrcit Espanyol va patir una derrota a la batalla d'Annual a mans de les tribus rifenyes, encapçalades pels germans d'Abd el-Krim. La Legió, simbòlicament, si no materialment, va salvar els enclavaments espanyols de Melilla després d'una esgotadora jornada de tres marxes forçades dirigides per Franco. El 1923, va ser nomenat comandant de la Legió.
També el 1926, Franco es va casar amb l'asturiana de classe alta Carmen Polo amb qui va tenir una única filla anomenada Maria del Carmen, més coneguda com a Carmencita. Com a fet excepcional el padrí del seu casament va ser el rei Alfons XIII, cosa que va donar-li gran renom entre els monàrquics.
Ascendit a coronel, Franco va dirigir la primera onada de tropes de terra en el Desembarcament d'Alhucemas, el 1925. Aquest desembarcament al cor de la tribu d'Abd el-Krim, juntament amb la invasió francesa del sud de marroc, va significar el començament del final de la curta República del Rif. El 1926 ascendeix a general de brigada, sent el general més jove de l'exèrcit espanyol.
El 1928, Franco va ser nomenat director de la recentment creada Acadèmia Militar Mixta a Saragossa, nova institució per a la formació de l'oficialitat (cadets) de l'Exèrcit, en substitució de les antigues institucions separades per a joves aspirants a convertir-se en oficials d'infanteria, cavalleria, artilleria, i altres armes i cossos de l'exèrcit. El tancament d'aquesta Acadèmia el juny del 1931 pel govern de la República va causar el seu primer enfrontament amb el govern legítim de la República.

## República Espanyola
Després de la promulgació de la Segona República Espanyola, Franco va estar temptat d'intervenir a Madrid amb els cadets en defensa d'Alfons XIII, però comunicant la seva intenció al general José Millán-Astray, aquest li va fer partícip d'una confidència del general Sanjurjo, segons la qual, no es comptava amb els suports suficients; principalment, no es comptava amb la Guàrdia Civil. Això el va fer desistir. L'endemà, el dia 15 d'abril, Franco dictava una ordre als cadets: «Si en tots els moments han regnat en aquest centre la disciplina i l'exacte compliment en el servei, són encara més necessaris avui, en què l'Exèrcit necessita, serè i unit, sacrificar tot pensament i ideologia al bé de la nació i a la tranquil·litat de la Pàtria». Franco des d'aquests primers moments es va mostrar reticent a la República, i el juliol, passats tres mesos, quan Manuel Azaña (llavors ministre de Defensa), dins de les seves accions que conduïen a reduir les despeses de l'Exèrcit, tancà l'Acadèmia Militar de Saragossa, en un encès discurs de cloenda s'hi posicionà obertament en contra. Azaña va incloure una nota desfavorable en el seu full de serveis. Tancada l'acadèmia, Franco es va trobar en situació de disponible forçós durant els següents vuit mesos, fins que el febrer del 1932 es va destinar a la Corunya com a cap de la brigada d'Infanteria radicada en aquella ciutat.
El juliol del 1932, quatre setmanes abans de la Sanjurjada, Sanjurjo es va entrevistar en secret amb Franco per demanar-li el seu suport en el pronunciament. Franco no es va donar, però va ser tan ambigu que Sanjurjo va poder arribar a pensar que donat el cop, podria comptar amb ell. L'entrevista va ser a Madrid, de tornada a La Corunya, Franco va demanar un permís per absentar-se de la seva destinació durant uns dies i acompanyar la seva dona i la seva filla en un viatge per les Ries Baixes. El permís li va ser denegat en haver d'absentar-se el general de Divisió de la plaça. En el moment del pronunciament, Franco es trobava a La Corunya assumint, en funcions, el comandament de la plaça, i no es va unir als revoltats. Fracassat el cop, Sanjurjo va ser enviat a consell militar; demanant a Franco que el defensés, aquest s'hi va negar.
| «                                              | He recibido en el ministerio al general Vera, que manda la 8ª división. Me dice que el general Franco está muy enojado por la revisión de ascensos. De hacer el número uno de los generales de brigada, ha pasado a ser el veinticuatro. Es lo menos que ha podido ocurrirle. Yo creí durante algún tiempo que aún descendería más. Se propone elevar una instancia suplicando que se revise su caso. Voy a enviarlo a mandar Baleares, donde estará más alejado de tentaciones. | » |
| — Diario de Manuel Azaña, 8 de febrer de 1933. | |   |

El febrer del 1933, després de queixar-se Franco d'haver perdut llocs en l'escalafó, Azaña el va destinar a les Illes Balears. Aquesta destinació significava un ascens, era un destí que normalment hauria correspost a un general de divisió i bé podria formar part dels esforços de Manuel Azaña per atraure Franco a l'òrbita republicana, recompensa per la seva passivitat durant la Sanjurjada.

### Revolució d'Astúries de 1934
El triomf de la dreta en les eleccions de 1933 va propiciar que la coalició Radicals-CEDA emprengués l'anul·lació de les reformes que tímidament s'havien iniciat. Paral·lelament, en la formació socialista els moderats van ser desplaçats pels membres més radicals. Besteiro es va veure marginat, i Largo Caballero i Indalecio Prieto van adquirir tot el protagonisme. Els historiadors han anomenat aquest període fins a la fi del 1935 «el bienni negre», per assenyalar que van ser anys reaccionaris i marcats pel feixisme. L'agreujament de la crisi econòmica, el retrocés de les reformes i les radicals proclames dels líders de l'esquerra van crear un ambient de revolta popular. A les zones on els anarquistes eren majoria, es van succeir les vagues i els enfrontaments de treballadors amb les forces d'Ordre Públic. A Saragossa, un conat d'insurrecció, en el qual es van aixecar barricades i es van ocupar edificis públics va ser sufocat amb la intervenció de l'Exèrcit.
El 26 de setembre de 1934 es va anunciar la formació d'un nou govern presidit també per Lerroux, al qual es van incorporar tres membres de la CEDA. L'actitud revengista de l'anterior govern Lerroux i la identificació de la CEDA amb posicions feixistes va provocar la reacció de l'esquerra. La Unió General de Treballadors (UGT), els comunistes i els nacionalistes catalans van convocar una insurrecció que es va materialitzar a diverses zones de l'estat, com Catalunya, el País Basc i, principalment, Astúries, on es va unir la CNT. Si en altres llocs va ser sufocada amb relativa facilitat, no va passar així a Astúries. Els miners van assaltar la fàbrica d'armes de Trubia, van ocupar els edificis públics (a excepció de la guarnició d'Oviedo i la Comandància de la Guàrdia Civil de Sama) i van detenir la columna del general Milans del Bosch, que hi va anar des de Lleó. Es van cometre assassinats, principalment de sacerdots i guàrdies civils, es van cremar esglésies i es van saquejar edificis oficials.
Franco s'havia convertit en el general més valorat pels sectors de la dreta. En haver estat allunyat de l'anterior govern d'esquerres, va permetre que no se l'identifiqués com addicte a la República, i, després de la formació del govern Lerroux, es va veure privilegiat pel seu ministre de l'Exèrcit Diego Hidalgo (qui ho va proposar per a l'ascens de general de divisió). El setembre es trobava, convidat per Hidalgo, en les maniobres que es van realitzar a la província de Lleó. Quan el 4 d'octubre va esclatar la insurrecció, Hidalgo va requerir Franco perquè, com a assessor i des de Madrid, coordinés les operacions. Es va fer venir la Legió i els Regulars d'Àfrica, una força de 18.000 soldats que, al comandament del coronel Juan Yagüe Blanco, es van integrar amb altres unitats portades de Lleó, Galícia i Santander sota el comandament del general López Ochoa. Les forces portades de l'Àfrica i dirigides per Yagüe es van distingir per la seva especial crueltat. La repressió va ser despietada, i les tropes estrangeres, amb el beneplàcit dels seus caps, es van dedicar al pillatge, amb una brutalitat que va deixar atònits els miners revoltats.
La insurrecció i la seva posterior repressió van provocar més de 1.500 morts i va obrir una bretxa entre la dreta i l'esquerra que no aconseguiria superar-se. Els morts d'un costat i l'altre va alimentar l'odi i la rancúnia en tots dos bàndols.
El 15 de febrer del 1935 el Govern li va concedir la Gran Creu del Mèrit Militar i el va nomenar cap de les tropes del Marroc. Només tres mesos després de prendre possessió del seu càrrec a l'Àfrica, després d'una altra crisi política que propicià una nova remodelació del Govern, i després que Gil-Robles va esdevenir ministre de la Guerra, Franco tornà a la península nomenat Cap de l'Estat Major, càrrec de màxim prestigi que exercirà fins al triomf del Front Popular el febrer del 1936.

### Eleccions Generals de 1936
En la tardor de 1935 la corrupció del govern Lerroux és destapada per l'escàndol de l'estraperlo. El president Niceto Alcalá Zamora li exigeix la dimissió, cau el govern i s'han de convocar noves eleccions. Amb la caiguda del govern, davant l'expectativa d'unes eleccions en les quals hi ha la possibilitat que les guanyi l'esquerra, creixen els moviments en contra de la República. La CEDA i sectors de l'exèrcit conspiren per impedir la consulta mitjançant un cop d'estat. Franco és requerit des de sectors militars i civils perquè participi en el complot, però aquest, sense rebutjar, no s'hi uneix i manté una posició ambigua. Es coneix la trobada que va tenir amb Primo de Rivera, cap de la Falange, dies abans de les eleccions per les memòries de Serrano Súñer, amic de tots dos.
El gener del 1936, els rumors de la preparació d'un cop militar i la seva suposada participació en el mateix es van estendre fins a arribar a coneixement del president del Consell Provisional Manuel Portela. Portela va enviar al director general de Seguretat Vicente Santiago al ministeri de la Guerra perquè es va entrevistar amb Franco. Aquest, encara cap de l'Estat Major, es va mostrar novament esquiu, manifestant que no conspiraria fins que no existís un «perill comunista a Espanya».
Les eleccions del 16 de febrer de 1936 foren guanyades pel Front Popular. Tant Franco com Gil-Robles, de manera coordinada, van treballar incansablement per revocar la decisió de les urnes. El 17 de febrer a un quart de quatre de la matinada, només conèixer els resultats, Gil-Robles es va dirigir al ministeri de la Governació i en una conversa amb Portela, va intentar convèncer-lo perquè suspengués les garanties constitucionals i decretés la llei marcial. Paral·lelament, Franco, aquella mateixa nit, va telefonar al director de la Guàrdia Civil, el general Pozas, que es va mostrar contrari a la iniciativa. Posteriorment va pressionar el ministre de la Guerra, el general Nicolás Molero, perquè imposés la llei marcial i obligués Pozas a treure la Guàrdia Civil al carrer.
L'endemà es va reunir el Govern per debatre sobre la implantació de la llei marcial. El resultat de la reunió va ser la declaració de l'estat d'alarma durant vuit dies i atorgar a Portela la potestat de declarar la llei marcial al moment que ho estimés oportú. Franco, aprofitant el coneixement que va tenir de la potestat atorgada, com a Cap de l'Estat Major, va enviar ordres a les diferents regions militars. Saragossa, València, Alacant i Oviedo decretà l'estat de guerra. Altres capitanies es van mostrar indecises, però, principalment, en no sumar-se la Guàrdia Civil a l'intent, aquesta es va veure frustrada. Davant del fracàs, quan Franco per fi va veure el cap de govern a la tarda, hàbilment va jugar a dues bandes. En els termes més cortesos, Franco va dir a Portela que, davant els perills que constituïa un possible govern del Front Popular, li oferia el seu suport i el de l'exèrcit, si estava al poder.
Després de les eleccions, i superats aquests incidents, Azaña va ser nomenat president del govern. Diversos historiadors coincideixen que Azaña no va advertir la magnitud de la conspiració. Coneixia l'existència del complot encara que no conegués els detalls ni exactament els seus participants, també sabia l'ambient conspiratori present a la dreta i en sectors de l'exèrcit, i entre les escasses mesures que va prendre, una va ser la d'allunyar dels centres del poder aquells generals que considerava més proclius al pronunciament. El general Manuel Goded va ser destinat a les Illes Balears. Franco va perdre la prefectura de l'Estat Major i va ser enviat com a comandant general a les illes Canàries. Franco ho va considerar com un exili forçat.
Com que es van haver de repetir les eleccions en dues circumscripcions, Cuenca i Granada, la CEDA va oferir a Franco un lloc en les llistes de Conca que li garantia sortir elegit. Franco ja havia estat temptat de presentar-se a diputat en les eleccions del 1933. Sigui perquè l'atragués l'activitat política, o que volgués adquirir la immunitat parlamentària, Franco va acceptar. Però José Antonio Primo de Rivera, el qual es presentava en aquesta mateixa llista, no va admetre compartir llista amb Franco i el va vetar. Ramón Serrano Suñer va viatjar a Canàries, se suposa que amb la missió de convèncer-lo perquè es retirés, el resultat del viatge va ser que Franco va renunciar a presentar-s'hi.

## Guerra Civil

Mapa de l'Estat espanyol als 2 mesos de la revolta militar

Apartat dels centres de decisió peninsulars fou destinat a Santa Cruz de Tenerife, el febrer del 1936, com a comandant general de les Canàries pel president Casares Quiroga, el 18 de juliol del 1936 s'uní, passats uns mesos, al projecte de revolta que liderava Emilio Mola i participà activament en els preparatius per a la revolta militar contra el Govern legítim del Front Popular, juntament amb altres militars com Queipo de Llano, José Sanjurjo, Moscardó i d'altres. En aquell moment comença la Guerra Civil Espanyola; el detonant del cop d'estat i l'excusa del seu inici va ser l'assassinat del polític José Calvo Sotelo (aquesta tesi s'ensenyava oficialment en les escoles franquistes), però sembla que en realitat només va fer que s'accelerés uns dies la data prevista de l'alçament.
L'1 d'octubre va ser nomenat cap de l'Estat del bàndol nacional per la Junta de Defensa Nacional a Burgos, iniciant-se així el seu govern, càrrec que no abandonà fins a la seva mort l'any 1975. El 1937 fou nomenat a Burgos generalíssim de tots els exèrcits. Durant la Guerra Civil s'instauren les penes capitals sumaríssimes sancionades pel mateix general i les denúncies anònimes es converteixen en la manera d'empresonar i liquidar greuges i revenges causats durant l'etapa republicana.
La guerra s'acaba oficialment l'1 d'abril del 1939, amb la victòria dels militars revoltats. Franco es manté com a cap de l'Estat assegurant que «no hay ni vencedores ni vencidos» en un discurs radiofònic. No fou així, ja que milers de ciutadans van ser afusellats en la postguerra i centenars de milers de persones van haver d'exiliar-se, molts de per vida.
Franco va aconseguir una fortuna que ascendia a 34 milions de pessetes el 1940. Aquests diners van sortir de donatius que rebia per a finançar la causa del bàndol nacional. Als anys 40, Franco va gastar-se 2,5 milions de pessetes en una finca a Valdefuentes de 10 milions de metres quadrats, i on invertiria uns altres 10 milions de pessetes per aclimatar-la.

## Intervenció a la Segona Guerra Mundial (1939-1945)
Durant la Segona Guerra Mundial Franco va posar en perill la neutralitat d'Espanya (proclamada públicament el 4 de setembre de 1939). L'Estat espanyol va admetre l'ús dels aeroports i ports espanyols pels avions i submarins alemanys, cessions fruit del Pacte Anti-Komintern i el Tractat germànicoespanyol d'amistat, tots dos signats el març del 1939.

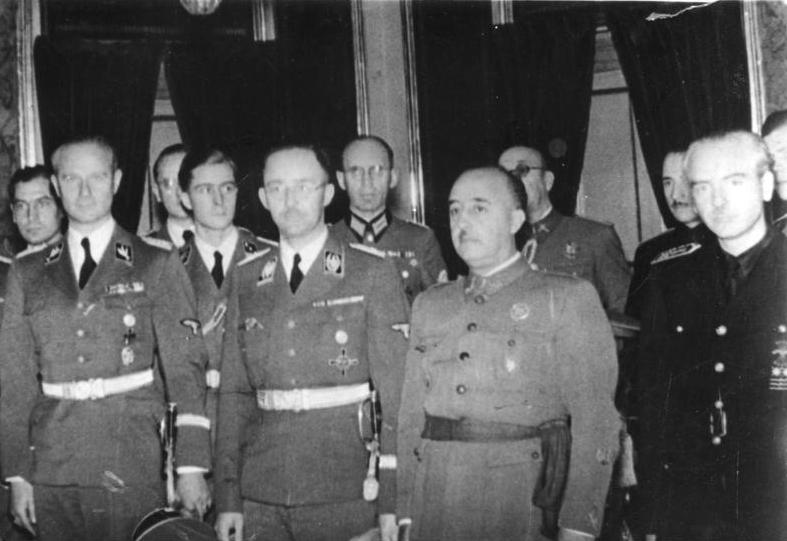
Franco amb Himmler; a la dreta de la fotografia, el cuñadísimo, Ramón Serrano Súñer

El 23 d'octubre del 1940 Franco s'entrevistà amb Hitler a Hendaia, on li demanà desmesurades exigències, tot i que tenia molt poc a oferir a Hitler. Sembla que demanà un Imperi colonial a Àfrica, i també podria haver demanat la Catalunya del nord. De tota manera, Hitler ja no estava interessat en l'estret de Gibraltar, ja que havia desviat l'atenció cap als Balcans, en perill després de la fracassada intervenció italiana a Grècia.
També podem comprovar que Franco no tenia cap vocació neutralista quan va enviar al front soviètic la «Divisió Espanyola de Voluntaris contra Rússia», més coneguda com a Divisió Blava, oficialment Divisió 250 de l'Exèrcit alemany. Aquest ajut a Hitler suposa, segons el Dret Internacional, una agressió contra el bàndol dels aliats, però els aliats no van declarar la guerra a Espanya; primer, per la poca pressió que Stalin va exercir sobre els seus aliats occidentals, ja que tenia por que aquests creguessin que volia ampliar la seva futura zona d'influència en un àmbit on l'acabava d'exercir recentment (Guerra Civil Espanyola). I segon, perquè s'estava dissenyant l'Europa de blocs, i a les democràcies occidentals —subordinades ja a l'estratègia dels Estats Units des del 1943– els interessava mantenir Franco en el poder per la seva vocació anticomunista.
Quan els nazis perden la guerra, Franco prova de distanciar-se formalment de l'estètica nazi, i el 1947 fa prohibir la salutació amb el braç alçat, salutació obligatòria del 1939 al 1947.

## Dictadura (1939-1953): la postguerra

Escut de Franco com a cap d'Estat (1940-1975).

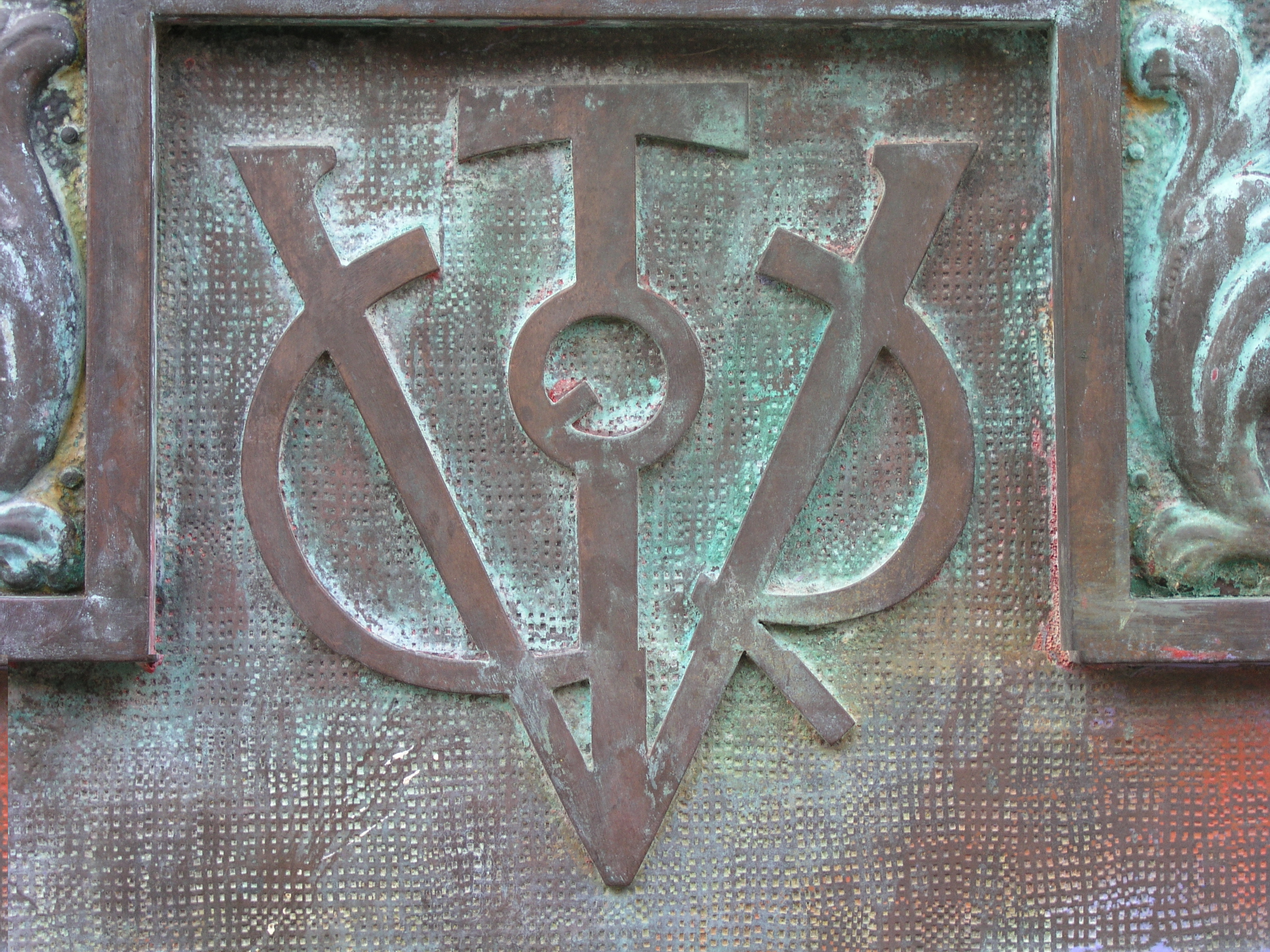
Monograma utilitzat per Franco des de la Guerra Civil.

En la postguerra (i també durant la guerra) els objectius principals de Franco són la modificació de l'estructura de l'estat d'acord amb els interessos dels grups dominants que li donaven suport i l'aniquilació de l'oposició interior, amb el desplegament d'una repressió implacable que abastarà tots els nivells de la vida pública i privada, i que inclourà consells de guerra col·lectius i sumaríssims sense garanties processals ni cap possibilitat de defensa, delacions, arbitrarietats i afusellaments a cementiris o a camp obert. A les nacions històriques, aquesta repressió comportà l'abolició dels estatuts d'autonomia, i en el cas català l'afusellament del president Lluís Companys, figura avui encara no restaurada, i la repressió de qualsevol expressió pública del català i el basc.
El règim franquista suposà un retrocés de dècades, tant en l'aspecte econòmic com en el camp intel·lectual. Així els intel·lectuals van haver d'exiliar-se. El règim franquista va deixar enrere allò que havia aportat la República quant a llibertats personals i col·lectives República, Sufragi universal, redistribució de la riquesa i es va alinear amb el feixisme europeu (nazisme, feixisme italià i falangisme espanyol).
El culte a la personalitat, amb imatges del dictador per tot arreu, la magnificació de les seves activitats on la pesca i caça de peces gegants en una Espanya de misèria, i amb el títol de «Caudillo de España por la gracia de Dios» ajudaven a crear una imatge del dictador com a ésser superior i infalible.
L'economia restà fallida fins ben entrada la dècada dels anys cinquanta (autarquia), on només les classes «afectes al règim» tenien accés als béns de primera necessitat. Es va deixar enrere les necessàries reformes agràries i industrials que tota societat moderna precisava, i que quedaven controlades per les oligarquies. D'aquesta situació de fam generalitzada, Franco en culpava la pertinaz sequia. La corrupció i l'estraperlo fou un altre dels elements destacats que va permetre l'aprofitament per les classes afectes al règim i l'emergència de nou-rics.

## Dictadura (1953-1975): eldesarrollismo

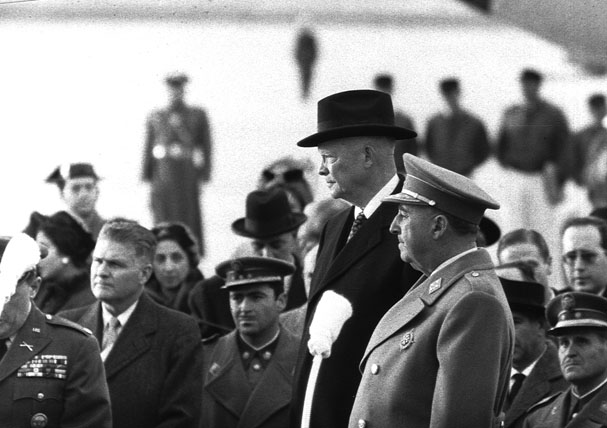
Francisco Franco Bahamonde i Dwight David Eisenhower l'any 1959 a Madrid.

L'any 1953 Franco es va reunir amb el president dels Estats Units, Eisenhower i va concedir-li bases al territori espanyol a Rota, Morón de la Frontera, Saragossa i Torrejón de Ardoz. Actualment només estan actives les dues primeres. A canvi, a partir de l'any 1959, Espanya va començar a rebre ajudes econòmiques. L'any 1960, Balduí I de Bèlgica va casar-se amb Fabiola de Mora y Aragón molt ben connectada amb la família del dictador. Carmen Polo va insistir a transmetre personalment l'obsequi del govern espanyol en presència de l'esposa de Fernando María Castiella, una altra personalitat controvertida del règim. Aquesta amistat, que va durar fins a la mort del dictador, va contribuir a fer-lo presentable al nivell internacional, tot i que va desconcertar l'aleshores primer ministre belga. El 2012, de Mora y Aragón fa refusar d'obrir la seva correspondència amb Franco a la historiadora Anne Morelli.
L'única matèria d'infraestructures que va avançar durant la dictadura van ser els pantans. L'altra cara de la moneda va ser la falta de planificació de l'habitatge: construcció sense miraments al litoral i construcció d'edificis amb material deficient, que més endavant comportaria els efectes de l'aluminosi.
El 1969 designà (en la que es coneix com a Operació Salmó) per al títol de rei Joan Carles de Borbó, net d'Alfons XIII i fill de Joan de Borbó i de Battenberg, hereu legítim de la corona. El juny del 1973 creà el càrrec de president del govern, que recaigué en el seu màxim col·laborador Luis Carrero Blanco. La mort d'aquest en un atemptat, el desembre del mateix any, endurí el règim. Això provocà, el 1974, l'execució al garrot de l'anarquista Salvador Puig i Antich i un suposat polonès anomenat Heinz Chez. Ambdues execucions es feren el mateix dia, la primera a Barcelona i la segona a Tarragona. El setembre del 1975, dos mesos abans de la seva mort, el dictador feu afusellar uns membres d'ETA i del FRAP, cosa que mobilitzà una gran part de l'estranger i fins i tot del mateix papa. Franco, segurament ja debilitat i proper a la mort, va ratificar les condemnes.
Oficialment Franco morí el 20 de novembre del 1975 al Palau del Pardo. Va ser enterrat, com José Antonio Primo de Rivera al Valle de los Caídos.
Al cap de dos dies, Joan Carles de Borbó, assumí el càrrec de cap de l'Estat, jurant fidelitat als principis del règim.
Un dels seus lemes, inscrit en totes les monedes emeses, era: Caudillo de España por la G. [Gràcia] de Dios. En l'àmbit popular, la G. era sovint irònicament interpretada de diverses maneres.
També el jutge de l'Audiència Nacional espanyola, Baltasar Garzón, considera que és necessari d'instituir una comissió de la veritat perquè s'investiguin els crims contra la humanitat comesos durant la dictadura franquista i garantir la impunitat de tots els crims de guerra que, segons la carta de les Nacions Unides, no prescriuen mai. S'ha constatat, que ans als contrari d'altres dictadures, la desfranquització és un procés que va iniciar-se molt a poc a poc.
El 24 d'octubre de 2019, van ser exhumades les seves restes del Valle de los Caídos i trasllades al cementiri d'El Pardo-Mingorrubio, on es troba enterrada també la seva viuda, Carmen Polo.

## Distincions
- 1937 - Alcalde honorario i Hijo Predilecto y Adoptivo de Màlaga, retirats al 2016
- 1946 - Medalla de Oro de la Ciudad de Múrcia, retirada al 2018
- 1947 - Bunyol de brillants de la Junta Central Fallera de València, retirada al 2015
- 1951 - Medalla de Oro de la Ciudad de Calataiud
- 1953 - Medalla de Oro de la Ciudad d'Almadén, retirada al 2017
- 1965 - Medalla de Oro de la Ciudad de Llorca